# Monapia carolina
Monapia carolina là một loài nhện trong họ Anyphaenidae.
Loài này thuộc chi Monapia. Monapia carolina được M. J. Ramírez miêu tả năm 1999.